# Stemma di Poznań
Lo stemma di Poznań è costituito da mura cittadine bianche (non argentate) con tre torri. Sulla torre sinistra (araldica) si trova San Pietro con una chiave e su quella destra (araldica) San Paolo con una spada. Nella porta ci sono due chiavi dorate incrociate sormontate da una croce. Sopra la torre centrale, che contiene una sola finestra ed è sormontata da una merlatura, c'è uno scudo gotico con un'aquila bianca incoronata. Ai lati dei due santi ci sono mezzelune e stelle dorate. Tutti questi elementi sono su campo blu. Sopra lo scudo c'è una corona dorata. L'autore della versione moderna dello stemma è Jerzy Bąk.

## Storia
La prima immagine nota dello stemma di Poznań si trova sul sigillo di un documento datato 1° maggio 1344. Contiene tutti gli elementi dello stemma moderno, tranne la corona sopra lo scudo. Nel corso della storia, a volte sono state utilizzate versioni più semplici: con solo mura e chiavi o persino solo chiavi e croce su campo blu. Nel 1440, re Ladislao III di Varna concesse a Poznań il diritto e il privilegio di sigillare i documenti con ceralacca rossa, quella reale. Questo privilegio consentiva inoltre al tribunale cittadino di giudicare persone di tutti gli stati, inclusi nobili e gerarchi ecclesiastici.
Durante il dominio prussiano-tedesco, l'aquila bianca polacca su sfondo rosso era colorata di nero su sfondo oro (un'aquila prussiana), e le torri cittadine erano rosso mattone anziché bianche.